# Pat e Mat
Pat & Mat (in ceco e slovacco Pat a Mat...A je to!) è una serie animata cecoslovacca in stop motion creata da Lubomír Beneš e Vladimír Jiránek per la Československá televize (in seguito Česká televize). Il primo episodio è stato trasmesso nel 1976. Fino al 2019 erano stati prodotti 130 episodi, 8 miniepisodi e tre lungometraggi, a testimonianza della grande popolarità della serie in tutto l'est Europa.
La prima volta Pat e Mat apparvero nell'episodio "Kuťáci" nel 1976. In seguito sono comparsi nella serie A je to! (traducibile con "Ecco fatto!"). In un primo momento il target cui era rivolta la serie era un pubblico adulto, ma presto i simpatici eroi diventarono intrattenimento per tutte le generazioni.

## Trama
Protagonisti della serie sono due vicini di casa, Pat e Mat, che hanno la passione del fai-da-te ma sono estremamente confusionari e creano giganteschi e buffi disastri.
Non sono personaggi con un preciso contesto sociale e solitamente non parlano, ma in sostanza sono due ottimisti che in qualsiasi situazione problematica trovano una soluzione. La matrice comica risiede nel fatto che i problemi sono spesso causati da loro, anche in situazioni più o meno quotidiane in cui le complicazioni sono facilmente evitabili (ad esempio nella costruzione di un mobile o nell'organizzazione di un picnic) e la "soluzione" raggiunta è più che altro un comico tentativo di rimedio ai danni causati, con tanto di soddisfazione finale, come ad aver concluso un'operazione di successo.

## Episodi

### Stagione 1 (1976-2004)
| Nr. | Anno      | Titolo italiano           | Titolo originale    | Regista            |
| --- | --------- | ------------------------- | ------------------- | ------------------ |
| 1   | 1976      | Les bricoleurs            | Kuťáci              | Lubomír Beneš      |
| 2   | 1979      | Le Papier pent            | Tapety              | Lubomír Beneš      |
| 3   | 1979      | L'Atelier                 | Dielňa              | Lubomír Beneš      |
| 4   | 1979      | La Carpet                 | Koberec             | Lubomír Beneš      |
| 5   | 1979      | Le Rocking Chair          | Hojdacíe kreslo     | Lubomír Beneš      |
| 6   | 1979      | Le Quadro                 | Obraz               | Lubomír Beneš      |
| 7   | 1979      | Le Garage                 | Garáž               | Lubomír Beneš      |
| 8   | 1979      | La Luce                   | Světlo              | Lubomír Beneš      |
| 9   | 1981      | La Grammofono             | Gramofón            | Lubomír Beneš      |
| 10  | 1981      | Les Griglia               | Grill               | Lubomír Beneš      |
| 11  | 1982      | Rimozione                 | Sťahovánie          | Lubomír Beneš      |
| 12  | 1982      | La Acqua                  | Voda                | Lubomír Beneš      |
| 13  | 1982      | Sport                     | Skokani             | Lubomír Beneš      |
| 14  | 1982      | La Giardino               | Záhradka            | Lubomír Beneš      |
| 15  | 1982      | La Pittura                | Maľovaníe           | Lubomír Beneš      |
| 16  | 1982      | La Cruciverba             | Křížovka            | Lubomír Beneš      |
| 17  | 1983      | Palestra                  | Tělocvičňa          | Lubomír Beneš      |
| 18  | 1983      | Cabina                    | Búdka               | Lubomír Beneš      |
| 19  | 1983      | Grande lavaggio           | Veľké pranie        | Lubomír Beneš      |
| 20  | 1983      | Colazione nell'erba       | Raňajky v trávě     | Lubomír Beneš      |
| 21  | 1983      | Lavatrice                 | Práčka              | Lubomír Beneš      |
| 22  | 1983      | La Pioggia                | Dážď                | Lubomír Beneš      |
| 23  | 1984      | Le Escursione             | Výlet               | Lubomír Beneš      |
| 24  | 1984      | Produttori di vino        | Vináři              | Lubomír Beneš      |
| 25  | 1984      | La Pattinare              | Korčule             | Lubomír Beneš      |
| 26  | 1984      | La Piano                  | Klavír              | Lubomír Beneš      |
| 27  | 1985      | Le Lanciatore             | Hrnčíari            | Lubomír Beneš      |
| 28  | 1985      | La Guasto                 | Porucha             | Lubomír Beneš      |
| 29  | 1985      | Di Apple                  | Jablko              | Lubomír Beneš      |
| 30  | 1989      | La Chiave                 | Klíč                | Lubomír Beneš      |
| 31  | 1989      | Le Mobili                 | Nábytek             | Lubomír Beneš      |
| 32  | 1990      | La Tondeus                | Sekačka             | Lubomír Beneš      |
| 33  | 1990      | Pulizia generale          | Generální úklid     | Lubomír Beneš      |
| 34  | 1990      | La Porta                  | Dveře               | Lubomír Beneš      |
| 35  | 1990      | Tetto                     | Střecha             | Lubomír Beneš      |
| 36  | 1992      | Biscotti                  | Sušenky             | Marek Beneš        |
| 37  | 1992      | Vratte                    | Vrata               | Lubomír Beneš      |
| 38  | 1992      | Le Grand Open de Cyclists | Cyklisti            | Lubomír Beneš      |
| 39  | 1992      | Piastrella                | Dlaždice            | Lubomír Beneš      |
| 40  | 1992      | Pavimenti in parquet      | Parkety             | Lubomír Beneš      |
| 41  | 1992      | La Okap                   | Okap                | Marek Beneš        |
| 42  | 1992      | Le Cabriolete             | Kabriolet           | Lubomír Beneš      |
| 43  | 1994      | Incidente                 | Nehoda              | Lubomír Beneš      |
| 44  | 1994      | Biliardo                  | Kulečník            | Lubomír Beneš      |
| 45  | 1994      | Le Garden                 | Živý plot           | Lubomír Beneš      |
| 46  | 1994      | La Trésor                 | Trezor              | Lubomír Beneš      |
| 47  | 1994      | Le Parafango              | Blatník             | Lubomír Beneš      |
| 48  | 1994      | La Modellatori            | Modeláři            | Lubomír Beneš      |
| 49  | 1994      | Windsurfing               | Windsurfing         | Lubomír Beneš      |
| 50  | 1997-1998 | I carde                   | Karty               | František Váša     |
| 51  | 2002      | La Puzzle                 | Puzzle              | Marek Beneš        |
| 52  | 2003      | Arrostiscono le salsicce  | Opékají špekáčky    | Ladislav Pálka     |
| 53  | 2003      | Riparano il tetto         | Opravují střechu    | Ladislav Pálka     |
| 54  | 2003      | Selfie                    | Černá bedýnka       | Vlasta Pospíšilová |
| 55  | 2003      | Ruote                     | Kolečka             | Vlasta Pospíšilová |
| 56  | 2003      | La House du animal        | Psí bouda           | Milan Šebesta      |
| 57  | 2003      | Dipingono il pavimento    | Natírají podlahu    | Ladislav Pálka     |
| 58  | 2003      | Serra                     | Skleník             | Marek Beneš        |
| 59  | 2003      | Altalena                  | Houpačka            | Marek Beneš        |
| 60  | 2003      | Visitatore non invitato   | Nezvaný návštěvník  | Marek Beneš        |
| 61  | 2003      | Les Bodygouards           | Bodygárdi           | Marek Beneš        |
| 62  | 2003      | Okna                      | Natírají okna       | Marek Beneš        |
| 63  | 2003      | Osteur                    | Velikonoční vajíčko | Vlasta Pospíšilová |
| 64  | 2003      | La Diet                   | Štíhlá linie        | Vlasta Pospíšilová |
| 65  | 2003      | Le Automat de Drinks      | Automat             | Marek Beneš        |
| 66  | 2003      | Le Auto                   | Autodráha           | Marek Beneš        |
| 67  | 2003      | Aquarium                  | Akvárium            | Marek Beneš        |
| 68  | 2003      | Stanno saldando           | Zavařují            | Ladislav Pálka     |
| 69  | 2003      | L'ULM                     | Rogalo              | Ladislav Pálka     |
| 70  | 2003      | Torta di Natale           | Vánočka             | Milan Šebesta      |
| 71  | 2003      | Le Stoneur                | Stůňou              | Ladislav Pálka     |
| 72  | 2003      | La Fax                    | Fax                 | Josef Lamka        |
| 73  | 2003      | Les fraises               | Jahody              | Vlasta Pospíšilová |
| 74  | 2004      | La Golf                   | Hrají golf          | Ladislav Pálka     |
| 75  | 2004      | Non l'ho capito           | Někam to zapadlo    | Vlasta Pospíšilová |
| 76  | 2004      | La piscine                | Kopají bazén        | Marek Beneš        |
| 77  | 2004      | Appendono il paesaggio    | Věší krajinu        | Marek Beneš        |
| 78  | 2004      | Pasqua Three              | Vánoční stromeček   | Marek Beneš        |

### Stagione 2 (2007)
| Nr. | Anno | Titolo italiano           | Titolo originale       | Regista     |
| --- | ---- | ------------------------- | ---------------------- | ----------- |
| 1   | 2009 | Letti                     | Postele                | Marek Beneš |
| 2   | 2011 | Servizio di carta         | Papírový servis        | Marek Beneš |
| 3   | 2011 | Approvvigionamento idrico | Vodovod                | Marek Beneš |
| 4   | 2011 | Proiettore                | Promítačka             | Marek Beneš |
| 5   | 2012 | Aspirapolvere             | Vysavač                | Marek Beneš |
| 6   | 2012 | Pavimento                 | Podlaha                | Marek Beneš |
| 7   | 2012 | Piscina                   | Bazén                  | Marek Beneš |
| 8   | 2013 | Un albero secco           | Suchý strom            | Marek Beneš |
| 9   | 2014 | Succo d'arancia           | Pomerančová šťáva      | Marek Beneš |
| 10  | 2014 | Vélo d'entraîment         | Rotoped                | Marek Beneš |
| 11  | 2015 | Le Cactus                 | Kaktus                 | Marek Beneš |
| 12  | 2015 | Piastrelle                | Obkladačky             | Marek Beneš |
| 13  | 2015 | Le Parel-Soile            | Sluneční clona         | Marek Beneš |
| 14  | 2018 | Abeilles                  | Včely                  | Marek Beneš |
| 15  | 2018 | Tondeus solaire           | Solární sekačka        | Marek Beneš |
| 16  | 2018 | Toupe                     | Krtek                  | Marek Beneš |
| 17  | 2018 | Rodeo                     | Rodeo                  | Marek Beneš |
| 18  | 2018 | Carusel                   | Kotoloč                | Marek Beneš |
| 19  | 2018 | Lave-laissele             | Myčka                  | Marek Beneš |
| 20  | 2018 | La cloteure               | Plot                   | Marek Beneš |
| 21  | 2018 | Cheminée obstruée         | Ucpaný komín           | Marek Beneš |
| 22  | 2018 | Évier bouche              | Odpad                  | Marek Beneš |
| 23  | 2018 | La centrale elektrique    | Elektárna              | Marek Beneš |
| 24  | 2018 | Rocailles                 | Skalka                 | Marek Beneš |
| 25  | 2018 | La esscallier             | Schody                 | Marek Beneš |
| 26  | 2018 | La Caméra                 | Kamera                 | Marek Beneš |
| 27  | 2018 | Rivozione della neve      | Kalamita               | Marek Beneš |
| 28  | 2018 | La Sauna                  | Sauna                  | Marek Beneš |
| 29  | 2018 | Three de Pasqua           | Stromeček              | Marek Beneš |
| 30  | 2018 | Semafolo di Natale        | Vánoční světýlka       | Marek Beneš |
| 31  | 2018 | Presepe di Natale         | Betlém                 | Marek Beneš |
| 32  | 2018 | Rogalo di Natale          | Dárky                  | Marek Beneš |
| 33  | 2018 | Capodanno                 | Silvestr               | Marek Beneš |
| 34  | 2019 | Auguri per il nuovo anno  | Novoroční přání        | Marek Beneš |
| 35  | 2019 | Insalata di patate        | Bramborový salát       | Marek Beneš |
| 36  | 2019 | Carpa                     | Kapr                   | Marek Beneš |
| 37  | 2019 | Casa di pan di zenzero    | Perníková chaloupka    | Marek Beneš |
| 38  | 2019 | Gelato                    | Ledovka                | Marek Beneš |
| 39  | 2019 | Iglú                      | Iglú                   | Marek Beneš |
| 40  | 2019 | Pancake                   | Palačinky              | Marek Beneš |
| 41  | 2019 | Macchina volante          | Létající stroj         | Marek Beneš |
| 42  | 2019 | Popcorn                   | Popcorn                | Marek Beneš |
| 43  | 2019 | Nuova cucina/mobili       | Nová kuchyně / Nábytek | Marek Beneš |
| 44  | 2019 | Autolavaggio              | Automyčka              | Marek Beneš |
| 45  | 2019 | Raccolto                  | Sklizeň                | Marek Beneš |
| 46  | 2019 | Trappola fotografica      | Fotopast               | Marek Beneš |
| 47  | 2020 | Produzione di ghiaccio    | Výroba ledu            | Marek Beneš |
| 48  | 2020 | Posta in pipeline         | Potrubní pošta         | Marek Beneš |
| 49  | 2020 | Barbecue                  | Barbecue               | Marek Beneš |
| 50  | 2020 | Pizza                     | Pizza                  | Marek Beneš |
| 51  | 2020 | Cucinare il pane          | Pečou chleba           | Marek Beneš |
| 52  | 2020 | Porta del garage          | Garážová vrata         | Marek Beneš |

## Mini-episodi
| Nr. | Anno | Titolo italiano | Titolo originale | Regista     |
| --- | ---- | --------------- | ---------------- | ----------- |
| 1   | 2018 | Selfie          | Selfie           | Marek Beneš |
| 2   | 2018 | I Carte         | Karty            | Marek Beneš |
| 3   | 2018 | Alberello       | Stromek          | Marek Beneš |
| 4   | 2018 | Lux             | LUX              | Marek Beneš |
| 5   | 2018 | Le Skateboard   | Skateboard       | Marek Beneš |
| 6   | 2018 | Scavatori       | Kopáči           | Marek Beneš |
| 7   | 2018 | Razzo           | Rachejtle        | Marek Beneš |
| 8   | 2018 | Ciambelle       | Koblihy          | Marek Beneš |

## Versioni cinematografiche
| Anno | Titolo originale             | Titolo italiano               |
| ---- | ---------------------------- | ----------------------------- |
| 2016 | Pat a Mat ve filmu           | Pat e Mat: Il Film            |
| 2018 | Pat a Mat znovu v akci       | Pat e Mat di Nuovo in Azione  |
| 2018 | Pat a Mat: Zimní radovánky   | Inverno da Pat e Mat          |
| 2019 | Pat a Mat: Kutilské trampoty | Pat e Mat: Problemi fai da te |